# 森本華
森本 華（もりもと はな、1988年8月23日 - ）は、日本の女優。
東京都出身。日本大学芸術学部演劇学科卒業。衣裳や造形の製作も手がける。2009年、三浦直之主宰の劇団ロロの立ち上げに参加し、2010年に正式加入。 

## 出演

### 舞台
2024年
- ワワフラミンゴ「たずね先」（脚本・演出：鳥山フキ）[1]
- ロロ新作 劇と短歌「飽きてから」（脚本・演出：三浦直之）[2]
- 鍵泥棒のメソッド→リブート（脚本・演出：マギー）[3]

2023年
- テアトロコントSpecial「夜衝２」（脚本・演出：蓮見翔）

2022年
- ナカゴー「ていで（再演）」（脚本・演出：鎌田順也)
- 東葛スポーツ「パチンコ（上）」（構成・演出：金山寿甲）
- KERACROSS第四弾「SLAP STICKS」（脚本：ケラリーノ・サンドロヴィッチ 演出：三浦直之)

2021年
- テアトロコントSpecial「夜衝」（脚本・演出：蓮見翔）
- 玉田企画「サマー」（脚本・演出：玉田真也）

2020年
- 東葛スポーツ「A-②活動継続・再開のための公演」（構成・演出：金山寿甲）

- 恋を読むvol.3「秒速5センチメートル」(原作　新海誠　脚本・演出：三浦直之）
- TOHO MUSICAL LAB.「CALL」（脚本・演出：三浦直之）

2019年
- 玉田企画「かえるバード」（脚本・演出：玉田真也）
- 東葛スポーツ「７８年生まれ、宮部純子」（構成・演出：金山寿甲）
- 東葛スポーツ「ほしゅのリゾート」（構成・演出：金山寿甲）

2018年
- 東葛スポーツ「カニ工船」（構成・演出：金山寿甲)

2017年
- 東葛スポーツ「東京オリンピック」（構成・演出・ＤＪ：金山寿甲)

- 「詩の朗読とちょっとしたお芝居」（作・演出：御徒町凧）

2016年
- 東葛スポーツ「食道楽」（構成・演出・ＤＪ：金山寿甲）

2015年
- 東葛スポーツ「ラッパー・イン・ザ・ダーク」(構成・演出・ＤＪ：金山寿甲)

2014年
- 「透明ポーラーベア」杜の都の演劇祭（作：伊坂幸太郎)

2013年
- 「SEX,LOVE&DEATH」（脚本・演出：ケラリーノ・サンドロヴィッチ＋ナイロン100℃）
- 「デカメロン21～或は男性の好きなスポーツ〜」ナイロン100℃（脚本・演出：ケラリーノ・サンドロヴィッチ）

### CM
- ポニークリーニング
- 中部電力・「はじめる部／電車で（安心）」篇（主婦役）
- ハナマルキ・液体塩こうじ「妻の悲劇編」 （レジ店員役）

### テレビ
- tvk デリバリーお姉さんNEO #7「一緒に遊ぼう」（華山役）
- 福島中央テレビ 絶景探偵。 #12（佳織役、佳織の母親）

### WEB
- 「北欧、暮らしの道具店」オリジナル短編ドラマ『青葉家のテーブル』第3話　ぼくらの才能（森谷泰子役）
- 「北欧、暮らしの道具店」オリジナル短編ドラマ『庭には二羽』（2022年4月28日・29日、YouTube）- 鳥海つばめ 役[4]

### MV
- 東京カランコロン「恋のマシンガン」
- Brian the Sun「Maybe」
- 柴田聡子「ニューポニーテール」
- 思い出野郎Aチーム「週末はソウルバンド」
- サニーデイ・サービス「卒業」

## アート
- The Exhibition Of HOMEFUL −New Home, New Hope.−

The 10th Anniversary of LOLO ロロ10周年プロジェクト「CIRCLE」
東京カルチャーリサーチ（六本木ヒルズ森タワー52F）演者として参加

## 受賞歴
- 2012年佐藤佐吉賞優秀衣裳賞 ロロ「父母姉僕弟君」[5]